# 陳艷儂
陳艷儂（Chan Yim Nung，1919年3月13日—2002年8月14日），籍貫為廣東省東莞縣，廣州市農曆2月12日出生，原名陳淑嫻，暱稱「儂姐」，她的丈夫是粵劇文武生沖天鳳。陳艷儂是粵劇刀馬旦，擅長打真軍的武劇，有「星州千里駒」、「女武狀元」的美譽，在「新聲劇團」擔任正印花旦，與任劍輝合演。
夫婦從細杞學習用軟鞭的技巧，陳能企晒十八個沙煲上舞軟鞭，亦在武場粵劇《女霸王》裡表演「踩砂煲」及《廣東⼗虎大會康公廟》裡能使九節鋼鞭的武功而令觀眾有深刻印象。

## 出道直至抗戰
從小因傳記父（粵劇武生言）在新加坡、馬來西亞巡迴演出，開始跟隨第一位師傅陳少偉（女武生）學藝、專攻刀馬旦，長大後在1932年曾參與廣州西關電影公司製作默片《花落見花心》（上映資料不詳），埋「普長春」班時期，在1936年冬薛覺先組旅行劇團到南洋演出，已知是吉隆坡「普長春戲院」固定長駐的演員之一。
但1936年冬當薛覺先到吉隆坡演出時期，她已與夫回國，在廣州「興中華」班隨白玉堂、曾三多、男花旦林超群、男花旦李艷秋、龐順堯等演出。

## 四十年代及新聲
日佔時期開始在省港澳巡迴各地演出，有大量陳與丈夫及其他合演者在澳門、「新聲劇團」（劇目、劇團）資料收錄在【中國戲曲志.澳門卷】。
合演者包括任劍輝、白駒榮、陳非儂、黃超武、曾三多、顧天吾、羅家權、白玉堂、靚次伯及歐陽儉等。
劇團包括「新聲劇團」/「金星劇團」、「白駒榮劇團」、「人壽年」、「義擎天」、「日月星」、「樂同春」、「興中華」等。
劇目包括《紅樓夢》飾演林黛玉、《蕭月白》飾演張露清、《海角紅樓》、徐若呆編撰的《虎帳(帐)美⼈威》、黃花節新編《廣東⼗虎大會康公廟》、《七擒孟獲》、《竊符救趙》、《羅卜救母》及白派戲寶如《醋淹藍橋》等。

## 新聲解散以後
1951年「新聲劇團」解散。
1953年在星加坡演出外，加入「新女兒香全女班」日演《光棍姻緣》及夜演《養子方知父母恩》，開鑼儂、影（鄭碧影）二姐推車坐車獲觀衆稱許，陳艷儂捧聖旨及坐車。
《玉女懷胎十八年》飾演謝冰瑩，購得電影版權，成為香港『盛生影片公司』創業出品，從舞臺（鄧碧雲）搬上銀幕（鳳凰女）飾演寡婦陳綺琴，由沖天鳳監製。
曾與陳錦棠領導的「錦城春劇團」:235開山（年份不詳）劇目之一《胭脂淚灑戰袍紅》是1955年電影「後窗」戲中戲。
在1956年10月加入「耀榮華劇團」與陳錦棠、黃千歲及歐陽儉等於利舞臺演出潘一帆編撰的《鐵膽鴛鴦未了情》。1957年12月27日又參加「昇平劇團」晚上於九龍東樂戲院，先反串掛鬚坐車演《六國大封相》；續演班政家袁一飛與周憲薄編撰的元朝宮闈歷史倫理粵劇《血滴龍鳳杯》飾演蒙冤落難皇后，女武生梁少平飾演昏君（鬚生角色）、女文武生金劍鋒飾演落難太子、麥炳榮飾演忠心候爺、譚倩紅飾演奸妃、羅家權飾演奸險國舅、區家聲飾演奸太子。在「昇平劇團」尚演《龍爭虎鬥鳳凰鳴》、《盜御馬》、《楊六郎罪子穆桂英下山》、《蘇武牧羊惺惺追舟》及《真假孟麗君》等劇目。
1958年10月時，陳艷儂在到美國登臺後就歸化美國國籍，最初兩年與黃千歲合演，劇目包括《穆桂英》、《劉金定》、《呂布》、《十三妹大鬧能仁寺》、《無敵女英雄》及《陳宮罵曹》（陳艷儂反串文武生）等，而在黃千歲獨自返回香港後，陳改為反串作:266文武生與秦小梨、區楚翹、雪艷梅、黃金愛、張舞柳、伍丹紅、艷群芳等花旦合作，亦與黃超武及鄧偉凡合演，逗留美國五年多後返回香港，途經夏威夷州檀香山並停留了一個星期，還在當地遇見開設「天天餐館」的70高齡粵劇名伶肖麗章。

## 六十年代及以後
在1964年7月8日回到香港的她與在加利福尼亞州立大學唸化學碩士課程的兒子溫棨霖前往探望因病住進法國醫院的78歲母親及女兒。此時陳艷儂住在九龍何文田。而除了探望親人之外，她在該年7月13日晚上應羅艷卿之邀前往九龍塘秀竹園道的香閨宴請陳艷儂，受邀者還有鄧碧雲、祁筱英及余麗珍。此外在7月24日下午時她和祁筱英一起到香港島中環「戲服大王」關秋的服裝店訂購戲服、到「就記頭笠店」購買頭笠假髮，並採購500個砂煲準備運到舊金山以表演她的絕技「踩砂煲」之用。而隔天下午3時她又應曾向她學習粵劇的鳳凰女（鳳凰女是在她的的開山師傅紫蘭女到美國演出的期間跟隨陳艷儂學習粵劇）之邀前往雍雅山房，隨行有陳錦棠、羅艷卿、祁筱英，三部轎車前往，吃了午膳及晚宴之後在8月14日時她亮相於香港麗的映聲，接受梁紹恆訪問講述她在美國的趣事，後來8月17日晚上
香港八和會館在九龍油麻地彌敦道「平安酒樓」，為陳艷儂擺3檯酒席作洗塵宴，出席粵劇紅伶包括陳錦棠、鳳凰女、梁醒波、黃千歲、白龍珠、祁筱英、關海山、蕭仲坤、華雲峰、梁玉崑、李若呆、王者師等。
:298離港返回美國繼續演出之前，最後在9月15日晚上，向潘一帆徵求劇本，潘承諾提供五個，席間陳同意盡力為徒弟吳漢英安排一個到美國演出機會，晚宴還有吳尚英_(男)在座，陳表示無意公開透露她返美之行程，以免煩擾相識伶人送行。
陳艷儂在1964年9月21日下午4時20分搭乘日本航空公司JL052號航班離開香港時，香港粵劇紅伶空群到啟德機場送行，計有任劍輝、鳳凰女、羅艷卿、祁筱英、陳錦棠、白玉堂等。而在離開香港後，她先是在東京逗留兩天，再轉飛到加拿大溫哥華停留三天，取道西雅圖，才返回舊金山籌備「艷陽天劇團」，並在隔年2月2日（農曆乙巳蛇年大年初一）於舊金山「大明星戲院」演出粵劇。
:3721994年11月羅家寶、羅艷卿的「寶艷紅劇團」在金都戲院演出是陳最後一次的在舞台推車, 女婿馬超:387是同台最年青的一位。

## 首本劇目
- 《美⼈威》系列、《虎帳美⼈威》、《虎將美人威》[29]
- 《女霸王》系列、《天降火麒麟》[30]
- 《⼥鏢師》系列
- 《⼥泰山》系列
- 《孟麗君》系列
- 《紅樓夢》
- 《岳家軍》
- 《水淹七軍》
- 《七擒孟獲》
- 《⻁嘯麒麟殿》
- 《新捨子奉姑》
- 《劉金定斬四門》「古本、提綱」
- 《胭脂淚灑戰袍紅》
- 《十三妹大鬧能仁寺》
- 《蘇武牧羊惺惺追舟》「古本、提綱」

注釋：在吉隆坡「普長春班」演提綱戲為主。

## 外部連結
- 陳艷儂《中國大百科全書》第三版網路版 （页面存档备份，存于）
- 名伶篇·四大名旦 才藝傾城的一代名伶紅透粵港，廣州圖書館。
- 香港電影資料館：陳艷儂演出電影的記錄[永久]
- 陳艷儂在互联网电影资料库（IMDb）上的資料（英文）
- 陳艷儂在香港影庫上的簡介